# Kunstig vagina
En kunstig vagina, eller et kunstigt kvindeligt kønsorgan er et sexhjælpemiddel.
Der findes mange forskellige udgaver i forskellige former og materialer.